# Miejskie Przedsiębiorstwo Komunikacyjne w Częstochowie

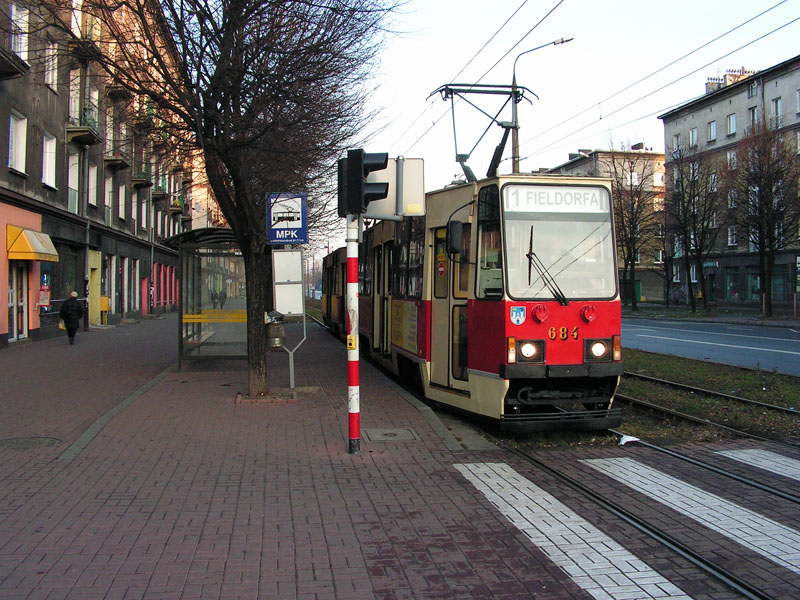
Częstochowa: tram snodato Konstal 105Na del MPK n. 684 sulla linea 1

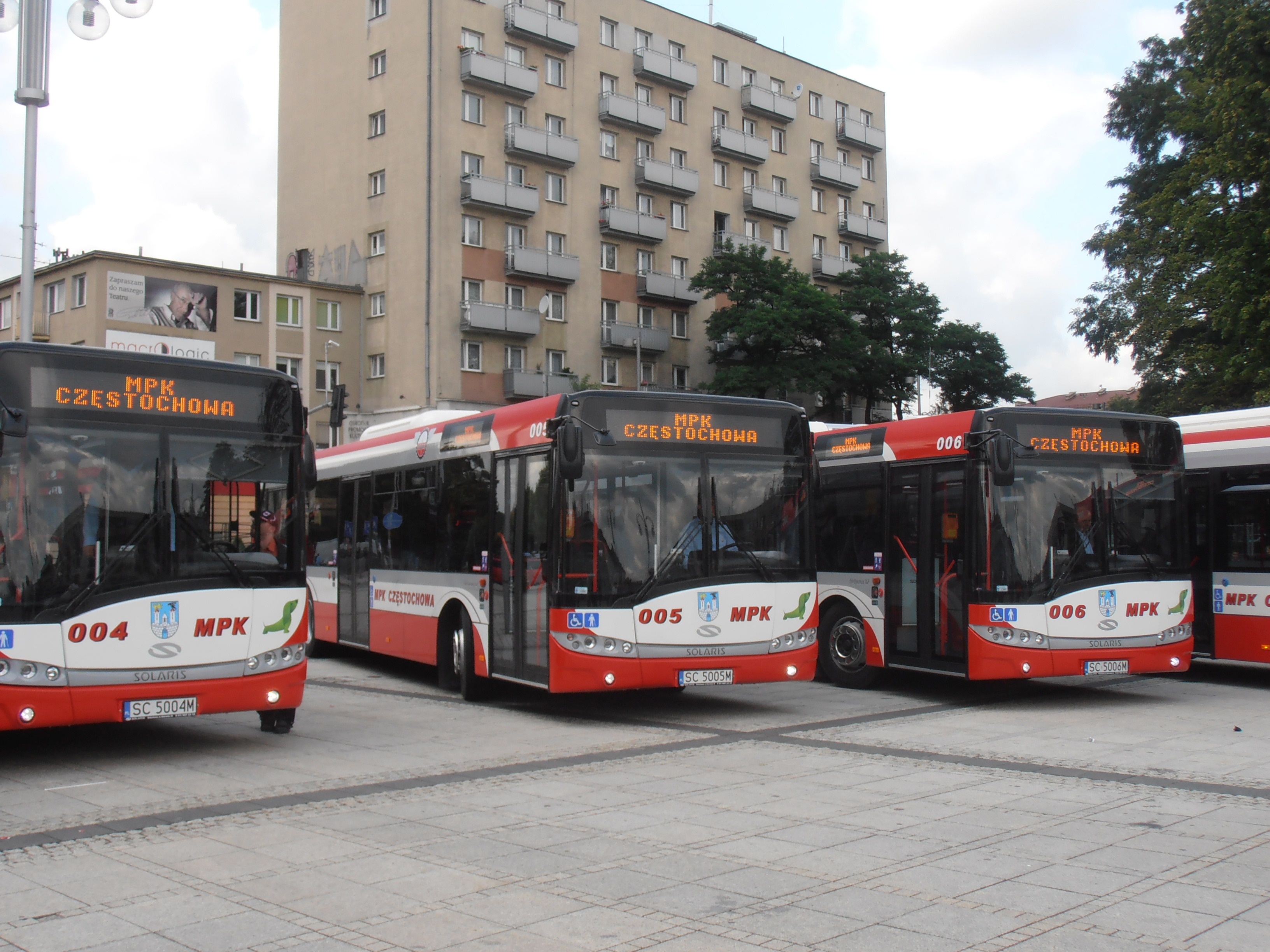
Częstochowa, Plac Biegański. Presentation of 10 Solaris Urbino 12 III

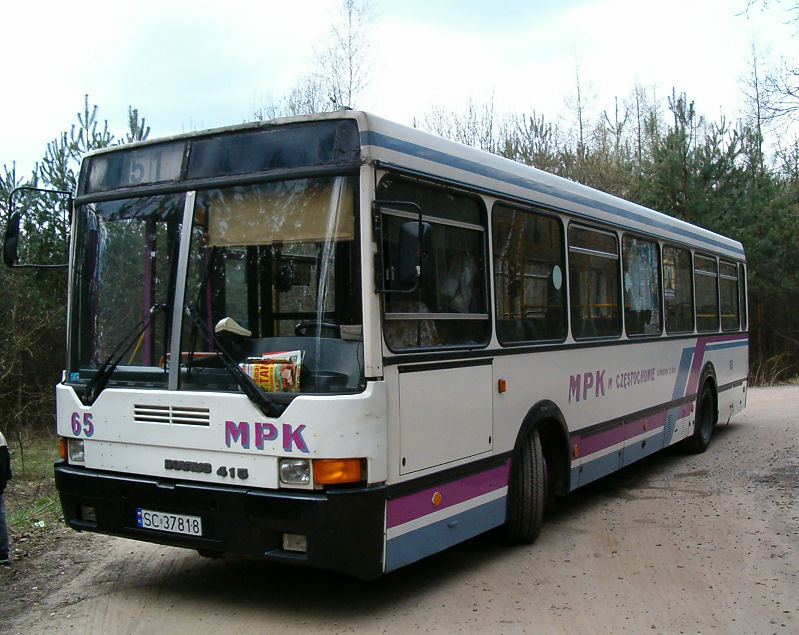
Częstochowa: autobus Ikarus 415 del MPK n. 65 sulla linea 51

MPK Częstochowa Sp. z o.o., forma abbreviata di "Miejskie Przedsiębiorstwo Komunikacyjne w Częstochowie Spółka z ograniczoną odpowiedzialnością", è l'operatore che svolge il servizio di trasporto pubblico autotranviario, nella città polacca di Częstochowa e nel suo circondario.

## Esercizio
L'azienda gestisce autolinee e tranvie.

## Parco aziendale
Nel 2006 la flotta dell'MPK Częstochowa possedeva 154 autobus e 48 tram caratterizzati spesso da livrea bianca.

### Autobus
I marchi più rappresentati sono Ikarus, MAN, Mercedes-Benz e Solaris.

### Tram
Vari sono i modelli della Konstal e Pesa.